# 陸鼇
陸鼇（15世紀—16世紀），字子任，號南溟，人稱小象山，浙江嘉興府平湖縣人，明朝政治人物。

## 生平
陸鼇是嘉靖七年（1528年）戊子科浙江鄉試第八十三名舉人，授臨江通判，當地流寇猖獗，他親自招降，但朝廷不久要求剿滅，他爭論說：「賊人投降而復求剿滅，何以得信於民？朝廷命令下達而不行，人民就會懷疑！殺降不仁，疑民不智，有死而已，不敢奉命。」事情擱置。他拒絕督儲御史贈送金錢，對方鬱悶不樂，推開衙門只見圖書數卷，因此歎服離去，代理新淦縣事時正值旱災，他在蒙山龍祠祈禱，徒步陟險令足部流血，很快大雨降下，陞南康同知，新淦人民都思念他，死後累贈江西巡撫。

## 引用
1. 1 2  光緒《平湖縣志·卷十五·人物》：陸鼇，字子任，號南溟，九歲有悟，人稱小象山，嘉靖戊子舉人，授江西臨江府通判，江盜橫甚，單騎諭降之，當事復議剿，鼇爭曰：「已降而剿，何以信民？令而不信，民始疑矣！殺降不仁，疑民不智，有死而已，不敢奉命。」乃寢。督儲使者至屏其贈金，使者怏怏，忽排闥入唯見圖書數卷，歎服而去，署新淦值亢旱，禱于蒙山龍祠，徒步陟險裂足流血，刻期雨至，遷南康府同知，淦民思之，累贈江西巡撫右僉都御史，子萬垓有傳。 程經濟、朱列傳、高事功、張仕績、王列傳